# Hodoskop
Hodoskop (gr. hodós – droga, skopeín – patrzeć) – układ kilku ułożonych blisko siebie detektorów cząstek, dzięki którym poprzez badanie koincydencji między poszczególnymi detektorami można wyznaczyć trajektorię wysokoenergetycznych cząstek naładowanych.
Większość hodoskopów korzysta z szybkich detektorów promieniowania jonizującego, jak np. liczniki scyntylacyjne o krótkim czasie wyświecania, czy liczniki proporcjonalne.
Stosuje się je w eksperymentach akceleratorowych oraz do badania promieniowania kosmicznego.